# Pécel
Pécel je město v Maďarsku v župě Pest, spadající pod okres Gödöllő. Město je součástí aglomerace Budapešti (sousedí s její městskou částí Rákoscsaba v 17. obvodu). V roce 2015 zde žilo 15 358 obyvatel, z nichž jsou 86,9 % Maďaři. 

## Historie

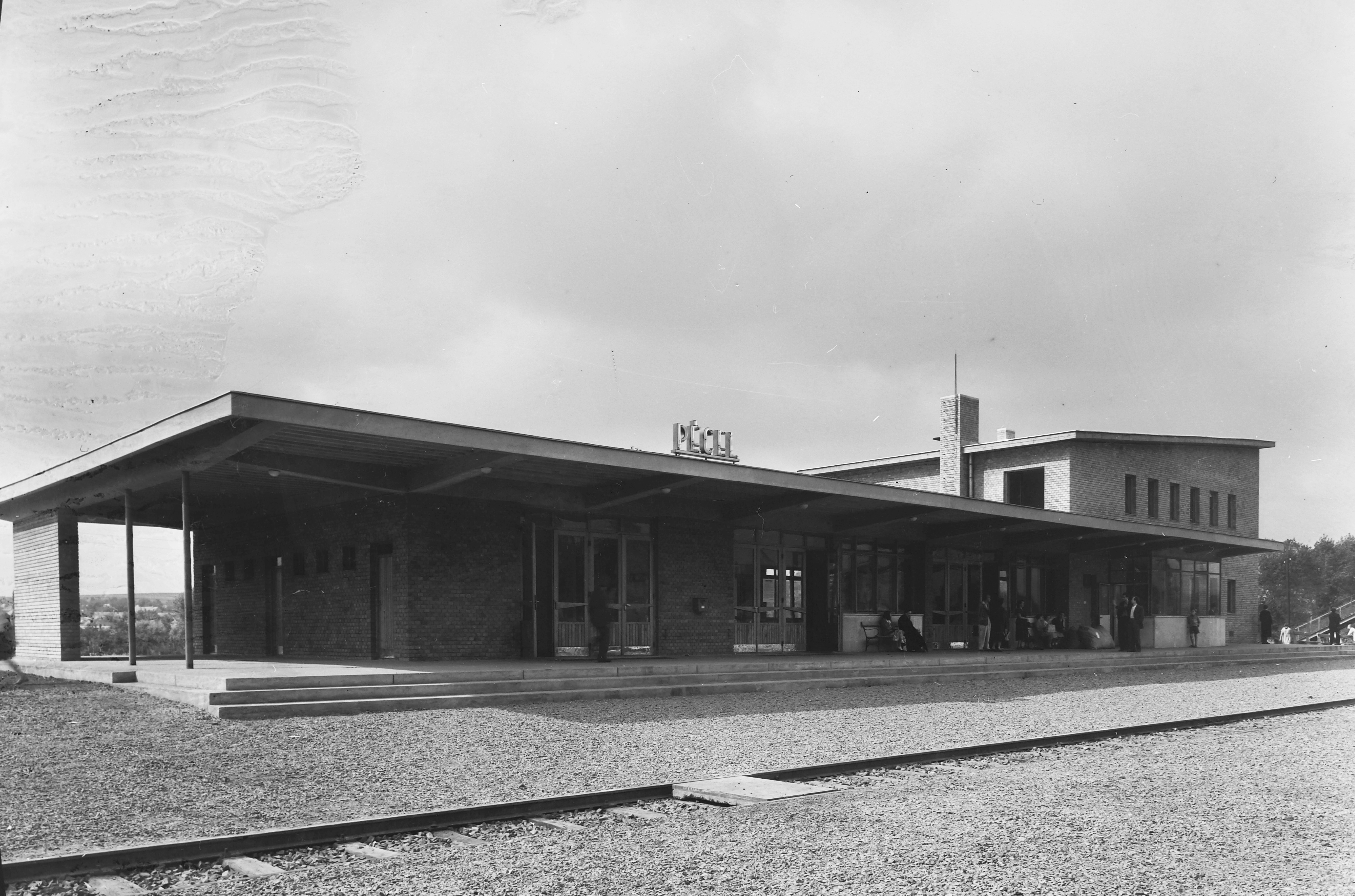
Nádraží v 50. letech 20. století.

Název města je nejspíše odvozen od osobního jména, které se v psaných zdrojích objevovalo v polovině 12. století. Na konci 18. století byl Pécel vesnicí v údolí potoka Rákos-patak, obklopovaly jej rozsáhlé vinice i lesy. V roce 1867 sem byla zavedena z Budapešti železniční doprava (trať do Gödöllő). V centru obce bylo vybudováno nádraží a v souvislosti s růstem počtu obyvatel maďarské metropole se Pécel začal rozrůstat. V roce 1894 zde žilo 46 řemeslníků a 24 obchodníků, na potoku stály čtyři mlýny. Administrativní reformou Uherska nicméně Pécel ztratil statut města a znovu jej získal až v roce 1996.

## Poloha a doprava
Městem protéká potok Rákos-patak, který se vlévá do Dunaje. Prochází tudy také železniční trať, která tvoří přímou osu města. Obec je přístupná z Budapešti jak po železnici, tak i příměstskou autobusovou dopravou. 
Město má rovněž i svoji malou průmyslovou zónu, která přiléhá k dálnici.
Západně od Pécelu se nachází dálnice M0 (okruh Budapešti), městem prochází stará silnice, která je vedena údolím potoka Rákos-patak.

## Okolní obce
Pécel sousedí s městy Isaszeg, Kistarcsa, Maglód a Sülysáp.

## Pamětihodnosti
Mezi místní pamětihodnosti patří např. Kaštel Ráday, místní reformovaný kostel z 18. století nebo Fayův kaštel z počátku 20. století s neobarokními prvky. Místní malý historický park zahrnuje památníky události roku 1956 a Trianonské smlouvy. Nachází se zde také židovský hřbitov.